# Мирча Кришан
Мирча Кришан (на румънски: Mircea Crișan, роден на 8 август 1924 г. в железопътен вагон в Трансилвания; 22 ноември 2013 г. в Дюселдорф) е румънско-германски актьор.
Кришан, по рождение Маурициу Краус, е роден в Мармарош като син на немско-еврейски шоумен и майка румънка. Роден във вагон, като дете той пътува с родителите си във вагона на цирка. На 19 години той получава работа като продавач на колбаси и още тогава дебютира като статист в Baraşeum Theater, сега Държавен еврейски театър, в спектакъла Lozul cel Mare (Голямата награда) от Шолом Алейхем. По-късно учи драматично изкуство с Мария Филоти в държавното драматично училище в Букурещ. През 50-те и 60-те години играе в няколко румънски филмови комедии и в театъра. Той става известна звезда в тогавашния Източен блок и дори участва в частно шоу за Никита Хрушчов.
Той използва второто си гостуване в Мюзик Хол Олимпия в Париж, за да избяга във Федерална република Германия през 1968 г. От 1969 г. той първоначално е дългогодишен партньор на Руди Карел в скечовете, последван от единадесет години с Гизела Шлутер в Zwischenmahlzeit. Като актьор се появява в телевизионни сериали като Derrick, Police Call 110 и Großstadtrevier. Той също участва в четири епизода на телевизионния сериал Tatort между 1974 и 1987 г. Неговите филми включват Werner – Beinhart!, Schtonk! и As in Heaven, който е номиниран за Оскар за най-добър чуждестранен филм през 2005 г.
Кришан играе на фестивала Störtebeker между 1993 и 1997 г. и от 1999 до 2006 г., а през 2006 г. отива на театрално турне с Master Eder и неговия Pumuckl. През 2007 г. получава културната награда на Румънския театрален съюз (UNITER) в Сибиу. Владее немски, румънски, руски, френски, английски, български, италиански и чешки и живее в долината Майн в Хесен.
Умира през ноември 2013 г. в Дюселдорф. Погребан е в еврейското гробище в този град.

## Филмография

### Като актьор
- 1954: ...Și Ilie face sport – Ilie N. Ilie
- 1965: Mofturi 1900
- 1966: Corigența domnului profesor
- 1966: Faust XX
- 1967: Șeful sectorului suflete – Costică
- 1967: Maiorul și moartea
- 1970: Rudi Carrell Show
- 1974: Am laufenden Band
- 1974: Tatort
- 1975: Zwischenmahlzeit
- 1976: Derrick
- 1978: St. Pauli Landungsbrücken
- 1990: Werner – Beinhart!
- 1992: Schtonk!
- 1993: Die Männer vom K3
- 1998: Die Wache
- 2001: Polizeiruf 110
- 2002: Großstadtrevier
- 2004: Wie im Himmel

### Като сценарист
- 1954: ...Și Ilie face sport – колаборация с Александру Анду

## В България

### Общи данни
- Mирча Кришан И Сорина Дан
- Лейбъл:	Балкантон – ВАМ 5541
- Формат:	Vinyl, 7", 45 RPM, Mono
- Държава: България

### Трак лист
- A1 Самолет
- A2 Приказка
- B1 Краставицата
- B2 Радио